# Andreas Trampota
Andreas Trampota (* 1963 in Heidelberg) ist ein deutscher Philosoph. Von 2015 bis 2022 war er Professor für Philosophische Ethik an der Hochschule für Philosophie München. Er ist als wissenschaftlicher Projektleiter am Institut für Theologie und Frieden und zudem in der Lehre des Masterstudiengangs „Peace and Security Studies“ an der Universität Hamburg tätig.

## Leben
Trampota studierte Philosophie und Theologie in Freiburg im Breisgau, München, London und Tübingen. 1992 erhielt er den Magister Artium an der Hochschule für Philosophie in München und 1996 den Master of Theology an der Universität London. 2002 wurde er an Eberhard Karls Universität in Tübingen promoviert. Von 2003 bis 2015 war Trampota Dozent für Ethik und Geschichte der Philosophie an der Hochschule für Philosophie. Während dieser Zeit gab es zwei Forschungsaufenthalte als visiting scholar: 2007 am Department of Philosophy der Fordham University und 2014 am Department of Philosophy der University of California in Los Angeles (UCLA). Nach der Habilitation 2014 an der Otto-Friedrich-Universität Bamberg folgte 2015 die Erteilung der Lehrbefugnis für das Fach Philosophie und die Ernennung zum Privatdozenten. Von 2015 bis 2022 lehrte er als Professor für Philosophische Ethik an der Hochschule für Philosophie in München; er war dort Inhaber des Albert-Keller-Stiftungslehrstuhls für Ethik und Wertorientierung.
Trampota war Mitglied des Jesuitenordens, den er 2022 verließ.

## Forschung und Lehre
Seine Arbeitsschwerpunkte sind bzw. waren die antike Ethik, die moderne Moralphilosophie, die zeitgenössische (vor allem analytische) Philosophie und die Medizinethik. 2022 kam als Arbeitsgebiet die Friedensethik hinzu.

## Veröffentlichungen (Auswahl)

### Monographien
- Autonome Vernunft oder moralische Sehkraft? Kohlhammer, 2003, ISBN 3-17-017816-4 (eingeschränkte Vorschau in der Google-Buchsuche).
- Kants Konzeption der Tugend als Habitus der Freiheit, Nomos, Baden-Baden 2021 (= Reihe: Ethik und Moralphilosophie, Band 1).

### Aufsätze
- Die Medizinethik: ein Sonderfall der Ethik? In: Zeitschrift für medizinische Ethik. 63.2/2017, S. 95–207.
- Gerechtigkeit und Barmherzigkeit. In: Rundbogen. 37/2015–16, S. 58f.
- Freundschaft als Refugium der Humanität. Kant über Vertrautheit und Offenherzigkeit in einer misstrauischen und unaufrichtigen Welt. In: Simon Bunke, Katerina Mihaylova (Hrsg.): Im Gewand der Tugend: Grenzfiguren der Aufrichtigkeit. Königshausen & Neumann, Würzburg 2016, S. 135–159.

- Virtue, Perception and Reality. Virtue Ethics between Cultural Sensitivity and Relativism. In: Idris Nassery, Jochen Schmidt (Hrsg.): Moralische Vortrefflichkeit in der pluralen Gesellschaft. Tugendethik aus philosophischer, christlicher und muslimischer Perspektive. Schöningh, Paderborn 2016, S. 133–150.

- Das Verhältnis von Werten und Normen im interkulturellen ethischen Diskurs. In: Michael Reder u. a. (Hrsg.): Was hält Gesellschaften zusammen? Der gefährdete Umgang mit Pluralität. Kohlhammer, Stuttgart 2013, S. 113–125.

- The Concept and Necessity of an End in Ethics. In: Andreas Trampota, Oliver Sensen, Jens Timmermann (Hrsg.): Kant's "Tugendlehre" : A Comprehensive Commentary. de Gruyter, Berlin / New York 2013, ISBN 978-3-11-020261-8, S. 139–158.

- Vernunft allein bewegt nichts. Hume, Kant und die Externalismus-Internalismus-Debatte. In: Godehard Brüntrup, Maria Schwartz (Hrsg.): Warum wir handeln – Philosophie der Motivation. Kohlhammer, Stuttgart 2012, S. 41–59.

- Tugend als Wahrnehmungspotenzial. Der Begriff der ethischen Wahrnehmung in tugendethischen Konzeptionen. In: Elisabeth Heinrich, Dieter Schönecker (Hrsg.): Wirklichkeit und Wahrnehmung des Heiligen, Schönen, Guten. Neue Beiträge zur Realismusdebatte. Mentis, Paderborn 2011, S. 303–321.

- Autonome Vernunft mit moralischer Sehkraft. Die Komplementarität von Allgemeinem und Besonderem bei Immanuel Kant. In: Franz-Josef Bormann, Christian Schröer (Hrsg.): Abwägende Vernunft. Praktische Rationalität in historischer, systematischer und religionsphilosophischer Perspektive. Walter de Gruyter, Berlin / New York 2004, S. 203–219.

- Wahrheit ohne Tugend? oder: Setzt eine adäquate Wahrnehmung der Wirklichkeit Tugend voraus? In: Zur Debatte. 33.7/2003, S. 38–39.